# Скано ди Монтеферо
Скано ди Монтеферо (итал. Scano di Montiferro) је насеље у Италији у округу Ористано, региону Сардинија.
Према процени из 2011. у насељу је живело 1569 становника. Насеље се налази на надморској висини од 380 м.

## Становништво
Према резултатима пописа становништва 2011. у општини је живело 1.580 становника.
| 1931. | 1936. | 1951. | 1961. | 1971. | 1981. | 1991. | 2001. | 2011. |
| ----- | ----- | ----- | ----- | ----- | ----- | ----- | ----- | ----- |
| 2.947 | 2.993 | 2.800 | 2.603 | 2.036 | 1.969 | 1.912 | 1.725 | 1.580 |